# Max Hobrecht
Maximilian „Max“ Hobrecht (* 13. Dezember 1827 in Königsberg, heute Kaliningrad; † 1. September 1899 in Rathenow) war ein deutscher Dichter und Politiker.

## Leben
Max Hobrecht war der Sohn von Ludolf Hobrecht, einem ostpreußischen Gutsbesitzer, königlichen Ökonom und Commissionsrat (gestorben 1866), sowie Isabella Hobrecht, geb. Johnson (gestorben 1891). Sein älterer Bruder Arthur Hobrecht wurde Oberbürgermeister von Berlin und später preußischer Finanzminister, sein zweiter Bruder James Hobrecht war ein preußischer Stadtplaner und Stadtbaurat in Berlin.
Nach dem Studium an der Königlichen Albertus-Universität in Königsberg und später an der Friedrich-Wilhelms-Universität in Breslau arbeitete er als Journalist für Die Grenzboten in Dresden.
1848 bis 1850 lebte er, um den Revolutionswirren zu entgehen, in den USA. Nach seiner Rückkehr heiratete er 1865 Marie Helene Hübener, Tochter des Rathenower Dampfmühlen- und Ziegelei-Besitzers Carl Hübener. Nach dem Tod seines Schwiegervaters führte er mit seinem Schwager Karl Hübener die Dampfmühle als Teilhaber weiter.
Er war Mitglied der Nationalliberalen Partei in Rathenow. Im Rathenower Stadtparlament war er 32 Jahre Stadtverordneter. Das Amt des Vorstehers der Stadtverordnetenversammlung übte er 22 Jahre aus. Vom 12. November 1873 bis 30. Juni 1876 war er auch Abgeordneter im Preußischen Abgeordnetenhaus für den Wahlbezirk Wahlkreis Potsdam VII (Westhavelland-Zauch-Belzig).
Am 13. Dezember 1897 wurde er vom Rathenower Stadtparlament anlässlich seines 70. Geburtstages zum Ehrenbürger der Stadt Rathenow ernannt.
Bis nach 1945 war in Rathenow die Hobrechtstraße (heute Teil des Friedrich-Ebert-Ringes) nach ihm benannt.

## Schriftstellerisches Wirken
Max Hobrecht veröffentlichte Novellen und Gedichte. Seine bekanntesten Werke sind „Hutten in Rostock“ (über seine biographischen Forschungen zu Ulrich von Hutten in Rostock) und „Luther auf der Koburg“. In der Novelle „Der Triumph“ machte er den Abriss des Jederitzer Tors in Rathenow zum Thema. Mit dem Gedicht „Die Linde“ setzte er dem Baum, der vor seinem Rathenower Wohnhaus in der Steinstraße 17 stand, ein literarisches Denkmal. In der Novelle „Untertor in Archenau“ beschreibt er das Leben der Rathenower um 1886. Die Bücher Hobrechts erschienen zumeist im Rathenower Babenzien-Verlag.

### Werke
- „Altpreußische Geschichten“, 1882 (zusammen mit seinem Bruder Arthur Hobrecht)
- „Von der Ostgrenze“, 1885, drei Novellen („Feiertage“, „Marienburg“, „Vis Maior“)
- „Zwischen Judica und Palmarum“, 1885, Novellensammlung (vier Novellen)
- „Hutten in Rostock“, 1886, Erzählung
- „Neue Novellen“, 1890, Novellensammlung („Der Triumph“, „Frühlingsidyll“, „Im Spiel der Wellen“, „Telemaque“)
- „Luther auf der Koburg 1530“, Frankfurt am Main 1892, Versepos